# Callum Wilson
Callum Eddie Graham Wilson (* 27. února 1992 Coventry) je anglický profesionální fotbalista, který hraje na pozici útočníka za anglický klub Newcastle United a za anglický národní tým.

## Klubová kariéra
Wilson se narodil ve městě Coventry ve West Midlands a je jamajského původu.

### Coventry City
Wilson je odchovancem místního klubu Coventry City. V prvním týmu debutoval 12. srpna 2009, a to jako náhradník při pohárové porážce 1:0 po prodloužení s Hartlepoolem United. Wilson debutoval v EFL Championship 28. prosince 2010, když odehrál posledních 20 minut utkání proti Queens Park Rangers.

#### Kettering Town (host.)
Wilson odešel na přelomu roku 2011 do Kettering Townu, který hrál anglickou Conference Premier, na měsíční hostování. Jeho angažmá v klubu bylo prodlouženo o další tři měsíce. Wilson odehrál v Ketteringu 17 zápasů, ve kterých se mu podařilo jednou skórovat.

#### Tamworth (host.)
Dne 29. prosince 2011 se připojil do Tamworthu na další jednoměsíční hostování. V klubu debutoval při remíze 2:2 s Alfreton Townem, když odehrál celých 90 minut. Svou jedinou branku v dresu Tamworthu vstřelil 14. ledna, ve svém druhém zápase, a to při porážce 2:1 proti Wrexhamu. Wilson utrpěl zlomeninu nohy ve svém třetím utkání v dresu The Lambs, po kterém bylo jeho hostování ukončeno.

#### Návrat do Coventry
Na svůj další ligový zápas v dresu The Sky Blues si musel počkat až do 13. ledna 2013, kdy odehrál posledních 14 minut ligového utkání proti Carlisle United. Svůj první gól po návratu do klubu vstřelil 12. března, a to do sítě Colchesteru United.
Na začátku sezóny 2013/14 se Wilson usadil v základní sestavě. Na svém kontě měl po 11 ligových zápasech již 10 gólů. Sezónu ukončil jako třetí nejlepší střelec League One s 21 brankami a objevil se v nejlepší jedenáctce soutěže podle PFA, přestože strávil na začátku roku 2014 dva měsíce na marodce, a to kvůli vykloubenému ramenu. Wilson vyhrál v březnu ocenění pro nejlepšího hráče měsíce League One. Stal se nejlepším střelcem klubu v sezóně a získal ocenění pro nejlepšího hráče klubu podle fanoušků.

### AFC Bournemouth
Dne 4. července 2014 přestoupil Wilson do druholigového Bournemouthu za částku ve výši asi 3 milionů £. Při svém debutu v klubu, 9. srpna v prvním ligovém kole proti Huddersfieldu, dvakrát skóroval.
Ve své první sezóně v novém dresu pomohl Wilson Bournemouthu k postupu do Premier League (poprvé v historii klubu); se stal nejlepším střelcem týmu, když vstřelil 20 ligových gólů. Svůj debut v nejvyšší soutěži si odbyl v prvním ligovém kole sezóny 2015/16, a to když se objevil v základní sestavě domácího utkání proti Aston Ville.
Dne 22. srpna 2015 vstřelil Wilson své první góly v Premier League; při výhře 4:3 nad West Hamem se mu podařilo zaznamenat hattrick. Dne 26. září 2015 si v zápase proti Stoke City přetrhl přední zkřížený vaz v pravém koleni, a musel tak vynechat velkou část sezóny. Wilson se na hřiště vrátil 9. dubna 2016, když v nastavení druhého poločasu utkání proti Aston Ville vystřídal Joshuu Kinga.
Svou první branku v sezóně 2016/17, a zároveň první od svého návratu po zranění, vstřelil 10. září v 4. ligovém kole proti West Bromu; jednalo se o jedinou branku utkání. 1. února 2017 si opět přetrhl přední zkřížený vaz, tentokráte v levém koleni, což pro něj znamenalo předčasné ukončení sezóny.
Do dalšího ligového utkání nastoupil až 28. října téhož roku, a to do zápasu proti Chelsea. 18. listopadu vstřelil hattrick v domácím ligovém zápase proti Huddersfieldu, který skončil výsledkem 4:0.
V průběhu svého angažmá v Bournemouthu odehrál Wilson 187 utkání ve všech soutěžích, ve kterých se dal 67 gólů.

### Newcastle United

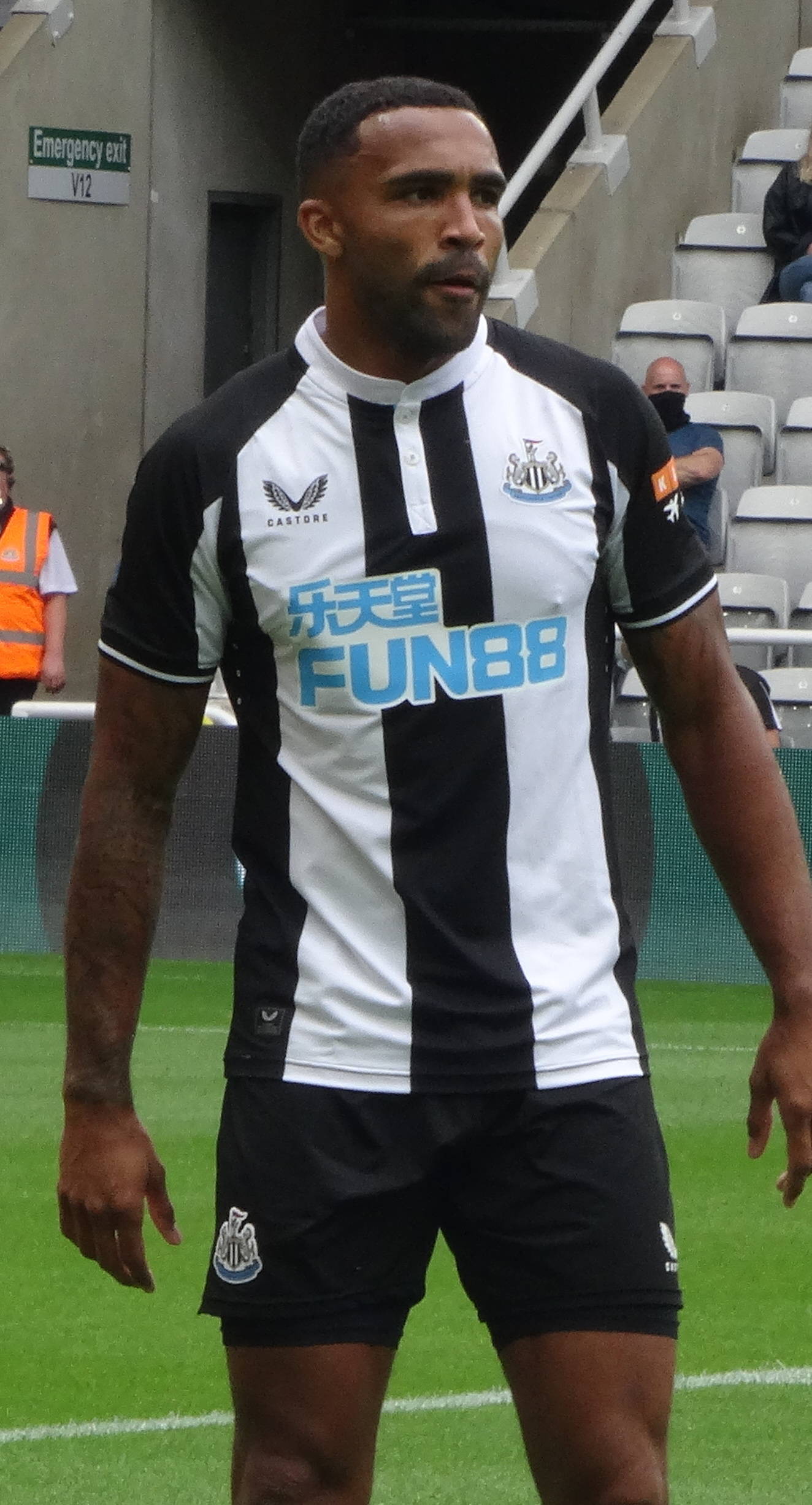
Wilson v dresu Newcastle United (2021)

Dne 7. září 2020 přestoupil Wilson do Newcastle United za částku okolo 20 miliónů £, čímž se stal třetí nejdražší posilou v historii klubu (za Joelintonem a Miguelem Almirónem); podepsal smlouvu na čtyři roky. Debutoval 12. září, k ligové výhře 2:0 proti West Hamu přispěl jedním vstřeleným gólem. Ve čtvrtém kole, v zápase proti Burnley, vstřelil dvě branky a asistoval na gól Allana Saint-Maximina; výrazně se tak podílel na výhře 3:1. V obou ligových zápasech sezóny 2020/21 proti Evertonu se dvakrát střelecky prosadil a pomohl tak k výhrám 2:1 a 2:0. Přestože musel kvůli poranění hamstringů vynechat 10 ligových utkání, vstřelil ve své premiérové sezóně v dresu Strak 12 branek a stal se nejlepším klubovým střelcem sezóny.

## Reprezentační kariéra
Wilson byl povolán do anglické reprezentace do 21 let poprvé v listopadu 2014 na přátelské zápasy proti Portugalsku a Francii. Svůj jediný zápas v dresu "jednadvacítky" odehrál 17. listopadu v zápase proti Francii při porážce 3:2.
Wilson byl poprvé nominován do seniorské reprezentace poprvé v listopadu 2018 na přátelský zápas proti USA a na zápas Ligy národů UEFA proti Chorvatsku. Debutoval 15. listopadu, když se objevil v základní sestavě utkání proti Spojeným státům na stadionu ve Wembley, a trenérovi Garethu Southgatovi se odvděčil tím, že skóroval v 77. minutě, a pomohl tak k vítězství 3:0. Stal se tak prvním hráčem v historii Bournemouthu, který skóroval za anglický národní tým.

## Statistiky

### Klubové
K 30. srpnu 2021
| Klub                   | Sezóna  | Liga            | Liga   | Liga | FA Cup | FA Cup | EFL Cup | EFL Cup | Ostatní | Ostatní | Celkem | Celkem |
| Klub                   | Sezóna  | Liga            | Zápasy | Góly | Zápasy | Góly   | Zápasy  | Góly    | Zápasy  | Góly    | Zápasy | Góly   |
| ---------------------- | ------- | --------------- | ------ | ---- | ------ | ------ | ------- | ------- | ------- | ------- | ------ | ------ |
| Coventry City          | 2009/10 | Championship    | 0      | 0    | 0      | 0      | 1       | 0       | —       | —       | 1      | 0      |
| Coventry City          | 2010/11 | Championship    | 1      | 0    | 0      | 0      | 0       | 0       | —       | —       | 1      | 0      |
| Coventry City          | 2011/12 | Championship    | 0      | 0    | —      | —      | 0       | 0       | —       | —       | 0      | 0      |
| Coventry City          | 2012/13 | League One      | 11     | 1    | 0      | 0      | 0       | 0       | 1       | 0       | 12     | 1      |
| Coventry City          | 2013/12 | League One      | 37     | 21   | 2      | 1      | 1       | 0       | 1       | 0       | 41     | 22     |
| Coventry City          | Celkem  | Celkem          | 49     | 22   | 2      | 1      | 2       | 0       | 2       | 0       | 55     | 23     |
| Kettering Town (host.) | 2010/11 | National League | 17     | 1    | —      | —      | —       | —       | —       | —       | 17     | 1      |
| Tamworth (host.)       | 2011/12 | National League | 3      | 1    | 0      | 0      | —       | —       | —       | —       | 3      | 1      |
| AFC Bournemouth        | 2014/15 | Championship    | 45     | 20   | 1      | 1      | 4       | 2       | —       | —       | 50     | 23     |
| AFC Bournemouth        | 2015/16 | Premier League  | 13     | 5    | 0      | 0      | 0       | 0       | —       | —       | 13     | 5      |
| AFC Bournemouth        | 2016/17 | Premier League  | 20     | 6    | 1      | 0      | 0       | 0       | —       | —       | 21     | 6      |
| AFC Bournemouth        | 2017/18 | Premier League  | 28     | 8    | 1      | 0      | 2       | 1       | —       | —       | 31     | 9      |
| AFC Bournemouth        | 2018/19 | Premier League  | 30     | 14   | 0      | 0      | 3       | 1       | —       | —       | 33     | 15     |
| AFC Bournemouth        | 2019/20 | Premier League  | 35     | 8    | 2      | 1      | 2       | 0       | —       | —       | 39     | 9      |
| AFC Bournemouth        | Celkem  | Celkem          | 171    | 61   | 5      | 2      | 11      | 4       | —       | —       | 187    | 67     |
| Newcastle United       | 2020/21 | Premier League  | 26     | 12   | 0      | 0      | 2       | 0       | —       | —       | 28     | 12     |
| Newcastle United       | 2021/22 | Premier League  | 3      | 2    | 0      | 0      | 0       | 0       | —       | —       | 3      | 2      |
| Newcastle United       | Celkem  | Celkem          | 29     | 14   | 0      | 0      | 2       | 0       | —       | —       | 31     | 14     |
| Celkem                 | Celkem  | Celkem          | 269    | 99   | 7      | 3      | 15      | 4       | 2       | 0       | 292    | 106    |

### Reprezentační
K 14. říjnu 2019
| Anglie | Anglie | Anglie |
| Rok    | Zápasy | Góly   |
| ------ | ------ | ------ |
| 2018   | 1      | 1      |
| 2019   | 3      | 0      |
| Celkem | 4      | 1      |

K zápasu odehranému 14. října 2020. Skóre a výsledky Anglie jsou vždy zapisovány jako první
| Gól | Datum              | Místo                           | Soupeř | Skóre | Výsledek | Soutěž          |
| --- | ------------------ | ------------------------------- | ------ | ----- | -------- | --------------- |
| 1.  | 15. listopadu 2018 | Wembley Stadium, Londýn, Anglie | USA    | 3:0   | 3:0      | Přátelský zápas |

## Ocenění

### Klubové

#### AFC Bournemouth
- EFL Championship: 2014/15[45]

### Reprezentační

#### Anglie
- Liga národů UEFA: 2018/19 (třetí místo)[46]

### Individuální
- Jedenáctka sezóny League One: 2013/14[18]
- Hráč měsíce EFL Championship: Říjen 2014[47]
- Hráč sezóny Coventry City: 2013/14[48]
- Hráč sezóny Newcastle United: 2020/21[49]